# Tomás Bobadilla
Tomás Bobadilla y Briones (Neiba, Capitanía General de Santo Domingo, 30 de marzo de 1785 - Puerto Príncipe, Haití, 21 de diciembre de 1871) fue un escritor, intelectual y político dominicano. Fue el primer gobernante de la República Dominicana mediante la Junta Central Gubernativa durante la Primera República, tuvo participación significativa en el movimiento de independencia dominicana y la redacción de la primera constitución dominicana.

## Biografía
Nació en Neiba  el 30 de marzo de 1785, hijo de Vicente Bobadilla Amaral, y Gregoria Justina Briones Pérez de Bobadilla. Se dedicó a la vida política y la escritura. 
En 1810, al alcanzar la mayoría de edad vigente en la época (25 años de edad), obtuvo su certificación de "Limpieza de Sangre", pues todos sus abuelos paternos y bisabuelos maternos eran cristianos viejos, lo que le permitió acceder a cargos públicos de la administración colonial reservados a peninsulares.
Desde el período de la España Boba, ocupó cargos muy importantes. Fue amigo de José Núñez de Cáceres y Albor y participó en política durante la Independencia Efímera. 
Desempeñó la posición de Escribano Público en 1811, y luego, el mismo año, fue Notario Mayor del Arzobispo Pedro Valera (quien era primo segundo de su padre).
Durante la Independencia Efímera, proclamada por Núñez de Cáceres, en 1821, ocupó el cargo de Oficial Primero de la Tesorería General del Estado; luego, en 1830, fue nombrado Defensor Público y Notario de Santo Domingo, en 1831.
Al enterarse de los planes de los trinitarios sobre la Independencia, fue atraído a este movimiento independentista. Bobadilla atrajo a muchas personas para que participaran de las acciones pro-independencia. Se le considera el autor del Manifiesto del 16 de enero de 1844, el acta de Independencia de la República Dominicana. La noche del 27 de febrero de 1844, estuvo presente en la Puerta del Conde.
Participó en los acontecimientos del 27 de febrero de 1844, junto a Francisco del Rosario Sánchez y Matías Ramón Mella.
Al iniciarse la organización del Estado Dominicano, después de proclamada la Independencia Nacional, los liberales trinitarios y los conservadores afrancesados, conformaron una Junta Gubernativa Provisional, que encabezó Francisco del Rosario Sánchez y de la cual formó parte Bobadilla, para más tarde ser elegido presidente de la Junta central Gubernativa definitiva, conformada en marzo de ese año.
Por sus ideas de anexar el territorio dominicano a Francia o buscar su protectorado, el presidente Bobadilla fue depuesto el 9 de junio de 1844, por un golpe de Estado ejecutado por los patriotas encabezados por Francisco del Rosario Sánchez y Matías Ramón Mella. El general Pedro Santana contestó al golpe de Estado patriótico, con un contragolpe, imponiéndose como presidente e integrando a Bobadilla como un miembro más de la Junta.
De 1844 a 1847, ocupó importantes posiciones dentro del Estado, hasta ser enviado al exilio el 12 de junio de 1847, por el presidente Santana.
En 1849 regresó al país y se congració con Santana, ahora presidente por segunda vez. Fue nombrado procurador fiscal de la Suprema Corte de Justicia, ocupando dicho puesto para 1851. Ministro plenipotenciario para la Negociación y Extradición con los Estados Unidos de Norte América. También fue miembro de la Cámara del Consejo Conservador, procurador fiscal y juez de Residencia para el Tribunal de Apelación.
El 3 de junio de 1851, ocupó la Presidencia de la Suprema Corte de Justicia, hasta el 17 de enero de 1853; luego, de 1853 hasta 1859, período de los gobiernos de De Regla Mota, Desiderio Valverde, Buenaventura Báez y Pedro Santana, desempeñó cargos importantes.
Durante la anexión a España fue designado Magistrado de la Real Audiencia de Santo Domingo.
Con Santana trató de restablecer la Constitución de 1844. Al decretarse la Anexión a España en 1861 un decreto Real le designó Magistrado de la Real Audiencia. A muy avanzada edad, fue nombrado por el Triunvirato que sustituyó a Báez, miembro de La Junta Auxiliar del Gobierno. También se le confió la Revisión del Código Penal.
Finalmente, en 1867, fue nombrado Ministro Plenipotenciario para la negociación de un tratado de paz con la República de Haití. Ocupó durante este período la Secretaría de Interior y Policía y de Relaciones Exteriores.
En enero de 1868, partió por segunda vez al exilio, estableciéndose en Puerto Rico, en 1871, y luego en Haití, muriendo en ese mismo año en Puerto Príncipe, a la edad de 86 años.